# Kalmar gasverk
Kalmar gasverk var ett gasverk i Kalmar, som var i drift mellan 1862 och 1967.
Det första gasverket uppfördes 1862 på nuvarande Jordbroplan vid Ölandshamnen, väster om Kaggensgatan utanför Jordbrovalvet, på Kvarnholmen.
Produktionen av stadsgas flyttades 1908 till ett nytt gasverk vid Södra vägen i Sandås. Gasen tillverkades genom upphettning av stenkol, med bland annat tjära och koks som biprodukter för avsalu.
Efter gasverkets nedläggning revs flera av produktionsbyggnaderna. Kvar av byggnaderna finns Gasverksvillan på Södra vägen 56 från 1910, samt en mindre trävilla.
År 2019 tog kommunen med bidrag från Naturvårdsverket bort den tidigare tjärbassängen och schaktade bort förorenade massor runt omkring den. 